# 大淀區
大淀區是過去曾存在於日本大阪市的行政區，位於現在的北區北部，北側臨淀川；已於1989年2月13日與位於南側的北區合併為新設立的北區。

## 歷史
大淀區在江戶時代為位於當時的大坂市區大坂三鄉西北側的農村，屬於西成郡，為幕府直轄的天領或田安德川家的領地。
1889年實施町村制時，則屬於西成郡豐崎村、鷺洲村、中津村共三個行政區劃；1925年併入大阪市，最初是劃入東淀川區和西淀川區，在1943年這三個行政區劃位於淀川南岸的區域分出新設立為大淀區。1989年，大淀區與原本的北區合併為現在的北區。